# 2023年林芝雪崩
2023年林芝雪崩，也称西藏林芝市“1.17”雪崩灾害。1月17日19时50分，在西藏自治区林芝市米林县派镇至墨脱县的派墨公路（219国道）多雄拉隧道出口处(墨脱方向)发生雪崩，致28人遇难。